# Slaget om Sevastopol
Slaget om Sevastopol, även kallat belägringen av Sevastopol, var ett mycket blodigt slag mellan Sovjetunionen och Nazityskland på östfronten under andra världskriget.
Sevastopol, beläget på Krimhalvön i Svarta havet, blev på allvar indraget i kriget i slutet av september 1941 när 11. armén ur Wehrmacht Armégrupp Süd under generalen av artilleriet Erich von Mansteins befäl nådde fram till Krimhalvön. Fram till slutet av november hade de tyskledda styrkorna erövrat hela Krimhalvön med undantag av Sevastopol och stadens omgivningar. I början av december gick de sovjetiska försvararna till motoffensiv. Tyskarna lyckades hejda Röda arméns offensiv i mitten av januari 1942 men staden höll stånd. Tyskarna inledde då en förödande belägring av staden och använde sig av jättelika kanoner för att mala sönder befästningen, bland annat ett batteri med tre pjäser av Mörsaren Karl. Sovjeterna höll dock stånd ända fram till början av juli 1942 när staden till slut kapitulerade.
Även om slaget slutade med ryskt nederlag var det en mycket dyrköpt seger för tyskarna. En så kallad pyrrhusseger. Cirka 100 000 tyska soldater hade stupat, skadats eller tagits till fånga och förlusten i krigsmateriel var synnerligen omfattande. Förutom förlusterna hade mycket tid gått till spillo inför den stora framstöten mot Stalingrad och Kaukasien. I förlängningen bidrog paradoxalt nog segern till att Röda armén så småningom kunde ta initiativet och till slut besegra Nazityskland.
Under slaget deltog flera militära enheter från Tysklands allierade Rumänien.